# Sextus Atilius Serranus
Sextus Atilius Serranus (auch Saranus) war ein römischer Politiker des 2. Jahrhunderts v. Chr.
Serranus, Sohn des Marcus und Enkel des Gaius, war im Jahr 136 v. Chr. gemeinsam mit Lucius Furius Philus Konsul. Gaius Hostilius Mancinus hatte ohne Zustimmung des Senats ein Bündnis mit den Numantinern geschlossen. Er unterstützte eine Gesetzesvorlage, die Serranus und Philus auf Beschluss des Senats einbrachten. Nach Annahme dieses Gesetzes wurde Mancinus den Numantinern ausgeliefert, wie Cicero berichtet. Im Jahr 135 v. Chr. war Atilius Serranus als Prokonsul in der Gallia cisalpina tätig. Auf Beschluss des Senats legte er die Grenzen und Markierungen zwischen den Atestinern und Vicetinern fest. Diese Tätigkeit ist durch eine in Ateste gefundene Inschrift dokumentiert.